# Luigi Zuccoli

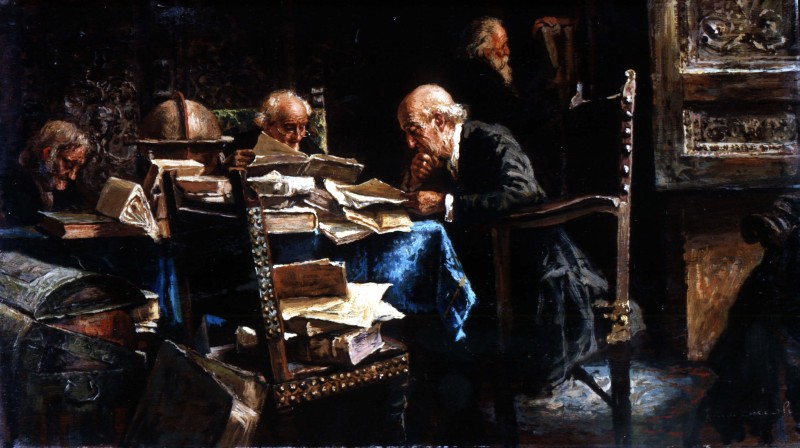
Gli Studiosi

Luigi Zuccoli, né en 1815 à Milan, et mort en janvier 1876 dans la même ville, est un peintre italien.

## Biographie
Luigi Zuccoli est originaire de Milan,  où il devient membre de l'Académie. Il fréquente l'école de Pelagio Palagi, bien que son style soit différent. Ses œuvres, qui sont principalement de scènes de genre de la vie domestique italienne, ont gagné une popularité considérable au-delà de son pays natal. En 1860, il se rend en Angleterre, où il reste jusqu'en 1865,. Il peint un épisode de la Révolution de 1848 à Milan pour l'Exposition de 1862, et a aussi exposé occasionnellement à Royal Academy entre 1864 et 1871. Il meurt le 5 ou le 7 janvier 1876 à Milan, après une courte maladie.

## Distinction
- Chevalier de l'ordre de Léopold (3 novembre 1872)[5].